# Berger Holding
Die Berger Holding mit Sitz im oberschwäbischen Memmingen ist ein Hersteller von einbaufertigen Präzisionsdrehteilen, Kugelgewindetrieben, Motorspindeln und Baugruppen. Mit weltweit über 2.400 Mitarbeitern erwirtschaftet sie mit ihren deutschen Unternehmen einen Konzernumsatz von ca. 250 Millionen Euro (Stand 2021) sowie weitere ca. 54 Millionen Euro (Stand 2021) mit den Auslandstöchtern der Berger Holding International GmbH in Kanada, den USA und Polen. Darüber hinaus besitzt sie eine Tochtergesellschaft in China.

## Geschichte
Das Unternehmen wurde 1955 im Kaufbeurener Stadtteil Neugablonz von Alois Berger gegründet. Produziert wurde auf einer Betriebsfläche von 105 m² mit zwei angestellten Facharbeitern. Bereits zwei Jahre später wurde der Umzug nach Ottobeuren vollzogen. Im Jahr 1969 nahm das Unternehmen den ersten Sechsspindler-Drehautomaten in Betrieb. Der Standort in Ottobeuren wurde schnell zu klein, so dass er zwischen 1970 und 1973 ständig ausgebaut werden musste. 1976 gründete Alois Berger die Ummendorfer Feintechnik GmbH in Ummendorf im benachbarten Landkreis Biberach. Schon 1979 wurde die erste ausländische Produktionsstätte in Brampton, Kanada, eröffnet. 1983 wurde eine neue Produktionshalle in Ummendorf in Betrieb genommen. Das Ottobeurener Werk wurde abermals 1985 erweitert.
Im Jahr 1988 konnte das alte 60.000 m² umfassende Industriegelände samt Gebäuden der umgezogenen Firma Stetter im Memminger Stadtteil Amendingen erworben werden. Dieses wurde daraufhin der Hauptsitz der Berger Gruppe. Durch die hohe Auslandsnachfrage wurde 1994 ein weiteres Werk außerhalb Deutschlands in Spartanburg im US-Bundesstaat South Carolina errichtet. Im selben Jahr wurden Teile der Deckel-Maho-Gruppe in Pfronten übernommen und man baute ein weiteres Werk in Wertach im Allgäu. Der Umzug der Härterei vom Standort Ottobeuren in die neugebauten Produktionsstätten nach Memmingen wurde 1996 vollzogen. Ebenfalls 1996 ging der erste Bergomat CTC 16 in die Produktion. Für diese Produktreihe wurde 1998 in Memmingen eine Tochtergesellschaft gegründet (A. B. Bergomat Maschinenbau GmbH & Co. KG). Zur Gründung der Berger Holding GmbH & Co. KG wurde 1999 in Memmingen ein neues Verwaltungs- und Produktionsgebäude mit über 12.000 m² gebaut, das ein Jahr später in Betrieb ging. Der Sitz der GmbH & Co. KG blieb durch diese Baumaßnahmen Memmingen. Das Tochterunternehmen, die ABH Härtetechnik GmbH & Co. KG (ebenfalls mit Sitz in Memmingen) wurde 2006 von 1.300 m² auf 3.000 m² ausgebaut. Die nächste Auslandsgründung erfolgte 2004. Seitdem wird im polnischen Kędzierzyn-Koźle produziert und 2012 die Produktionsfläche durch Anbau auf ca. 6.000 m² verdoppelt. Der Sprung nach Asien wurde 2012 vollzogen, mit der Gründung eines Werkes in China. 2013 erfolgt ein Neubau am Standort Ummendorf.
Die Berger Gruppe wächst sowohl im Inland als auch im Ausland stetig und verfügt mittlerweile über 11 Werke und eine Fertigungsfläche von über 100.000 m². Derzeit stehen Erweiterungen an den Standorten Memmingen und Wertach an.
Ende 2013 hat sich der Firmengründer Alois Berger aus dem operativen Geschäft zurückgezogen und die Geschäftsführung in die Hände seiner Kinder Karin Berger-Haggenmiller (kaufmännisch) und Oswald Berger (technisch) gelegt. Oswald Berger schied zum 31. August 2022 aus der Geschäftsführung aus und wechselte in den Beirat. Seit Dezember 2024 führt Karin Berger-Haggenmiller das Unternehmen als alleinige Geschäftsführerin.

## Produkte
Als Hersteller von einbaufertigen Präzisionsdreh- und Frästeilen, Kugelgewindetriebe, Motorspindeln und Baugruppen ist Berger weltweit erfolgreich tätig. Dabei spielt es keine Rolle, ob der Kunde nur ein Bauteil benötigt oder eine Million. Berger beliefert namhafte Unternehmen aus aller Welt mit hoch präzisen Teilen – von 4 mm bis 1.800 mm Durchmesser und bis zu einer Länge von 2000 mm.
Die Produkte werden für die unterschiedlichsten Branchen hergestellt.
Automobilbranche
- Kraftstoffeinspritzung
- Hydraulik
- Fahrwerk
- Turbolader
- Abgasrückführung
- Nockenwellen
- Hauptbremszylinder

Maschinenbau- & Weichteilfertigungsbranche
- Hohlwellenmotor
- Kugelgewindetrieb
- Hochgenauigkeitsteile im Antriebsstrang

Branche der Powertools
Drehteile in den unterschiedlichsten Maschinen und Geräten, wie z. B. in pneumatischen Schlagbohrmaschinen und Winkelschleifer:
- Bohrfutterschaft
- Werkzeugaufnahme
- Hammerkolben

Branchen in anderen Industrien
Präzisionsdreh- und Frästeile finden in den unterschiedlichsten Branchen Verwendung, sei es die Luftfahrt mit beispielsweise Kugelgewindetrieben für die „Flap Track Application“, Düsen für die Ölbrenner in der Heiz- und Gebäudetechnik sowie Steuerblöcke und Ventile für die Hydraulikindustrie.

## Auszeichnungen
- Bayerns Best 50, 2006
- Bayerischer Staatspreis 2011, Finalist Sparte „Gerechte Chancen in der Arbeitswelt“[4]

## Tochterunternehmen

### Deutschland
- Alois Berger GmbH & Co. KG, High-Tech-Zerspanung, Memmingen
- ABH Berger Härtetechnik GmbH & Co. KG, Memmingen
- A.B. Bergomat Maschinenbau GmbH & Co. KG, Memmingen
- A. Berger Präzisionsdrehteile GmbH & Co. KG, Ottobeuren
- Berger Feintechnik GmbH, Ummendorf
- Alois Berger GmbH & Co. Präzisions-Maschinenbauteile KG, Wertach
- ProProTec Präzisionswerkzeuge GmbH & Co. KG, Memmingen

### Weltweit
- A. Berger Precision Ltd., Brampton, Kanada
- A. Berger Inc., Spartanburg, USA
- A. Berger Polska Sp. z o.o., Kedzierzyn-Kozle, Polen
- Berger Precision (Kunshan) Co., Ltd., Kunshan, China